# ファミコンランナー高橋名人物語
『ファミコンランナー高橋名人物語』（―たかはしめいじんものがたり）とは河合一慶による日本の漫画作品。小学館発行の漫画雑誌『月刊コロコロコミック』1986年4月号から1988年2月号に連載され、同時期の別冊コロコロコミックやコロコロコミック増刊号にも掲載されていた。高橋名人の半生を題材にしており、高橋名人の家族や、母校である札幌市の母校の小学校での伝説や、少年時代の高橋の武勇伝などが、子供向けにかなり話を膨らませて描かれている。

## 概要
作者の河合一慶が高橋名人に新宿のカニ料理屋で聞き取りを行い、子供時代のことであまり話は盛り上がらなかったが、それを元にかなり話を膨らませて創作した。
連載前半は青年時代＝現在の名人が日々の出来事から少年時代の自分を回想し、その活躍を描いた後、現代側でオチが付くという一話完結構成。後半からは現在の名人の活躍が中心となり、悪の組織との戦いや秘境での冒険などがそれぞれ数回にわたって描かれるという、バトル要素の強い作風になっていった。別冊コロコロに掲載された特別版も後者の構成に近い話が多い。
連載終了後はPCエンジンに挑戦する読み切り『タカハシエンジン物語』がコロコロ増刊号に、SFCソフト『高橋名人の大冒険島』の発売を記念した読み切りが別冊コロコロと同ソフトの攻略本（小学館）に掲載されている。
2016年3月に発売された小学館の雑誌『コロコロアニキ』第5号では、高橋名人特集の一部として第一話が復刻掲載された。

## 登場人物
高橋利幸
ハドソン企画部社員。ファミコンの名人。作中での活躍、詳細は後述。
多古田
ハドソン企画部部長。頭が禿げている。名人や社長に比べれば常識人で社内のブレーキ役と言える。
社長
ハドソン社長。口髭とテンガロンハットが特徴。その凛々しい風貌とは裏腹に性格はひょうきん且つ臆病。アイドルコンサートのチケット紛失を理由に洗面器による入水自殺を図ったり、石を何発かぶつけられただけでぐずり出すなどしていた。
なお、さすがにこのような人物ではなかったものの、ハドソン社長が「相当の変わり者」と評価されることが多かったのは事実である。
はるな友香
高橋名人の妹としてデビューしたキャンペーンガール。
毛利公信
ファミコン名人。高橋名人とは対照的な好青年だが下らない張り合いをする時は高橋と同レベルに落ちる。
川田忠之
通称「カワダ」。桜田一郎と並ぶ新名人。初登場時はシャキッとした性格だったが、後期はボーっとしてワンテンポ遅れた性格になっている。
来栖三太郎（くるす さんたろう）
名人の通っていた琴似小学校の校長。徹底したひょうきん者だが、生徒たちとは率先して遊び、悩み事にも全力で向き合うという教育者でもあり、当時の名人のあがり症と赤面症も克服させた。子供たちの為にサンタクロースに扮したこともある（本名はこの回の表札で判明。サンタクロースのもじりと思われる）。琴似中学校の校長は彼の弟であり、兄弟で同じ顔をしているが、兄の頭髪は白髪、弟は黒髪である。

## 誇張・創作ネタ
本作品は、あくまで実在の高橋名人（高橋利幸）を題材にし、漫画的な高橋名人というキャラクターとして面白おかしく話を膨らませて作られた創作である。作中では以下のような大げさな誇張や、様々な創作の入った武勇伝が描かれていたが、これらを本気に捉えて嘘だと分からなかった子供も少なくなかった。
- オシッコにはウンコだ！という発想から、 自らの大便をセミに投げ捕獲する方法「サッポロ採り」を確立。
- 名人がタイムスリップして戦国時代にワープ、服部半蔵に忍術や「サッポロ採り」を教えた。
- 少年時代に父親の灯油配達を手伝うことで腕力を鍛えた。その褒美として譲られた愛用のハンドグリップが手元に無いと、右腕が勝手に動いて握れる物を手当たり次第に握り潰してしまう。
- あがり症を克服した後に演じた学芸会の『桃太郎』が大ウケし、北海道中を公演して回った。
- 小学校時代の校長が『水戸黄門』のごとく印籠ならぬ手帳を手に「わしが校長であーる!!」とやっている。
- 高橋の小学校卒業間際に起きた「UFO事件」。この時に高橋らが作った宇宙人用の小屋は卒業記念品の鳥小屋として学校に寄贈された。
- 中学校時代では陸上部に入部したものの、砲丸投で力が入りすぎて校舎に命中してしまい、校舎が全壊、野外授業になった。
- 不死鳥の血をめぐって悪党と対決する。
- 幽霊たちを北海道から追い出した。その後、幽霊たちは恐山に住むようになった。
- 生まれて来る時、へその緒で首が絞まって呼吸困難に陥ったが、自力で引きちぎって産声を上げた。
- トカゲソ（トカゲのしっぽ）を食べると筋骨隆々になり一時的にパワーアップする。
- ゴキブリと意思疎通ができ、幻の料理「ブリバーグ」を伝授される。ブリバーグとはクマの糞、ウシのヨダレ、毛ガニのワキ毛、ウサギの耳垢といった汚物をこねくり合わせて焼いたものである。
- 孤島に作られた学習塾の実態が泥棒養成所であると知った名人が少年たちと一緒に潜入、桃太郎の如くこれを壊滅させる。
- 過去と未来が交わる『時の交差点』で様々な時代の自分自身と出会い、人生を見つめ直した。

特に「サッポロ採り」等の下ネタ関連は、後の著書や後年に行われたインタビュー等で、「オレの名誉のために、ここで訂正しておく」と、あくまで漫画内の創作であることや、「当時は皆が生身の俺と漫画やゲームの俺と混同して話してたんだけど、俺は俺。あれは高橋名人というキャラクターだから」等、現実と創作は区別してほしいとしきりに訴えていた。
へその緒を自ら引きちぎったのは嘘だが、首に巻きついていたのは実話である。また、少年時代に父親の灯油配達を手伝うことで腕力を鍛えたというのも実話である。名人曰く、「小学校4年生の時から18キロある灯油缶を毎日持って運んでいたので、若い時は握力85キロくらいはあり、りんごも片手で潰せた」とのこと。
このような誇張まみれの創作について名人は、「驚いたというか、あきれたというか……（笑）」と苦笑し呆れるとともに、「よくぞ、あれだけしかないネタで、これだけのストーリー展開ができるものだ」と感心している。また作中では、高橋本人がベタを手伝った箇所もあり、欄外のコメントにはその旨が本人により書かれていた。

## 単行本
通常の連載作品のようなてんとう虫コミックスではなく、「ワンダーライフスペシャル」として全6巻が刊行された。漫画とグラフ記事による愛蔵版という扱いで、カラーページやゲーム攻略法、名人インタビューなどが掲載されている。第6巻には本来最終巻となる予定だった第7巻の発売予告ページがあるが、刊行されることはなかった。ハドソンがファミコンの競合機種・PCエンジンに注力することとなり、本作品が打ち切りとなったためである。
2002年に単行本全巻と連載最終回を含めた未収録分とをまとめた復刻版（全1巻）が朝日ソノラマから発売された。特集記事までほぼ完全に収録されているが、カラーページはモノクロ収録となっていた。前述の連載終了後の読み切りは未収録。